# Эльмюдъярви
Эльмюдъярви — озеро на территории Ребольского сельского поселения Муезерского района Республики Карелия.

## Общие сведения
Площадь озера — 6 км², площадь водосборного бассейна — 47,7 км². Располагается на высоте 186,8 метров над уровнем моря.
Форма озера лопастная, продолговатая: вытянуто с северо-запада на юго-восток. Берега изрезанные, каменисто-песчаные, местами заболоченные.
Через озеро протекает река без названия, текущая из озёр Ковера, Кужаярви и, протекая через озеро Малое Эльмюдъярви, впадает в озеро Большое Ровкульское, откуда через реки Сулу и Лендерку воды в итоге попадают в Балтийское море.
В озере расположены четыре безымянных острова различной площади.
С северо-запада от озера проходит дорога местного значения, отходящая от трассы 86К-176 («Тикша — Реболы»).
Код объекта в государственном водном реестре — 01050000111102000010472.